# Drum- en Showband Adest Musica
Drum- en Showband Adest Musica uit Sassenheim is een muziekvereniging en is opgericht op 31 januari 1952.
De vereniging bestaat uit drie afdelingen; de Drum- en Showband, de Jeugdband en Adest Brass.

## Geschiedenis
Adest Musica is opgericht op 31 januari 1952 De vereniging draagt de naam Adest Musica, dit komt van het Latijn Ad Est Musica. Dit betekent zoveel als er zit muziek in. In opzet was Adest Musica eerst alleen een harmonieorkest, waaraan later een drumband werd toegevoegd. Na de opheffing van de harmonie in 1963 groeide het orkest uit naar de huidige bezetting. De bezetting bestaat uit:
- trompet
- hoorn
- trombone
- bastrombone
- euphonium
- sousafoon
- kleine trom
- grote trom
- bekkens

## Drum- en Showband
Drum- en Showband Adest Musica telt ongeveer 60 muzikanten. Doorgaans verlenen zij hun medewerking aan diverse taptoes, parades en bloemencorso’s in binnen- en buitenland. Eens in de vier jaar nemen zij deel aan het prestigieuze Wereld Muziek Concours (WMC) in Kerkrade. Tijdens het WMC in 2017 haalde Adest Musica bij de marswedstrijden 94.15 punten, wat voldoende was voor een 4de plaats in de internationale en nationale eindrangschikking. Daarnaast behaalde zij 95.42 punten bij de showwedstrijden, wat een 2de plaats in de internationale eindrangschikking opleverde. In de zomer van 2017 nam Drum- en Showband Adest Musica voor de 13de maal deel aan het WMC.

## Jeugdband
Jeugdband Adest Musica is de jongerenafdeling van Drum- en Showband Adest Musica. De Jeugdband is in 1968 opgericht. Het doel van de Jeugdband is om voor 8 tot 16-jarigen een muziekopleiding en opstap te geven naar de Drum- en Showband. De Jeugdband wordt gevoed vanuit een Aspirantenorkest; die op haar beurt wordt gevoed vanuit de Adest Kids.

## Adest Brass
Adest Brass van Drum- en Showband Adest Musica is in november 2016 officieel van start gegaan. Het is het jongste onderdeel van Adest Musica.